# تدفق مستمر للتصنيع
التدفق المستمر للتصنيع (CFM) هو إستراتيجية تصنيع تقوم بإنتاج أي كمية بواسطة الإنتاج المبرمج ونظرية إنتاج كانبان (kanban)، ودعوات للفحص المستمر وجهود التحسين التي تتطلب في النهاية تكامل جميع عناصر نظام الإنتاج. والهدف هو التوافق بين الإنتاج المتوازن على النحو الأمثل والنفايات القليلة والتكلفة المحتملة الأقل والإنتاج في الوقت المحدد والخالي من العيوب.
عادة ما تنطبق تلك الإستراتيجية على التصنيع المتقطع كمحاولة للتعامل مع حجم الإنتاج الذي يضم وحدات متقطعة للمنتجات في أي تدفق والموجود بطريقة طبيعية بدرجة كبيرة في تصنيع العمليات. والحقيقة الأساسية الكامنة في معظم الحالات، أن الوحدات المتقطعة من المنتجات الصلبة لا يمكن معالجتها بنفس الطريقة على أنها كميات مستمرة من السوائل أو الغازات أو المساحيق.
من المرجح تنفيذ الإنتاج المتقطع على دفعات من وحدات الإنتاج التي يتم توجيهها من عملية إلى عملية في المصنع. قد تضيف كل عملية قيمة للدفعة أثناء وقت التشغيل أو زمن العمل. عادة ما يُستهلك بعض الوقت في انتظار العملية أثناء الوقت الضائع في الانتظار. يجب أن تبقى الدفعات الكبيرة والوحدات الطويلة في انتظار اكتمال باقي الدفعة، قبل المضي قدمًا للمرحلة التالية. تعد فترة الانتظار مضيعة للوقت وغير مثمرة (مودا(مصطلح ياباني))، ويمثل الوقت الضائع قيمة غير مضافة في نظر المستهلك. يعد الوقت الضائع المذكور واحدًا من أهم العناصر المستهدفة للحد من التصنيع الرشيق وإلغائه.
وبناء عليه، يعد تقليل حجم الدفعة في الإنتاج المتقطع هدفًا منشودًا: يساعد في تحسين سرعة الاستجابة مع العميل، وتحسين نسبة القيمة المضافة للعمل ذي القيمة غير المضافة. إضافة إلى ذلك، ينبغي أن يكون متوازيًا في مقابل القدرة المحدودة للموارد في العمليات ذات القيمة المضافة. يستهلك التحويل القدرة حيثما كانت العملية مطلوبة لأداء العمل في أي جزء مختلف أو نموذج منتج أكثر من السابق. يعد الوقت المستهلك في التحويل أيضًا وقتًا ضائعًا، ويقلل حجم قدرة المورد المتوفرة لأداء عمل القيمة المضافة.work. قد يساعد الحد من أحجام الدفعة كذلك زيادة زمن المعالجة والخطر والتعقيد في التخطيط للمنتج ومراقبته.
وهدف النموذج هو تحقيق تدفق القطعة الواحدة بينما تتدفق أي وحدة متقطعة مفردة للمنتج من عملية لأخرى. وفي الواقع، تمثل كمية المنتج عددًا واحدًا. إذا لم يحدث تغيير في نموذج الجزء أو المنتج، فيلزم أن يكون هذا الهدف متوازيًا ضد وقت المعالجة الإضافي ويلزم ترتيب مراكز العمل التي تؤدي العملية في العادة على مقربة من بعضهم البعض في خط التدفق. ويعد ذلك في كثير من الأحيان إحدى مميزات التدفق المستمر للتصنيع ويتم تنفيذ معظم العمل التلقائي التجميعي بالطريقة نفسها في المصنع الحديث.
إذا وجد تغير في نموذج الجزء أو المنتج، فيجب أن يضع مهندس العملية أيضًا في اعتباره موازنة زمن التحويل بزمن التشغيل. إذا كان زمن التحويل طويلاً، وكما لو أنه على الآلة، فيسبق الحد من حجم الدفعة في العادة إعداد تقنيات الحد مثل خفض زمن تغيير القوالب.
هناك منهجية واحدة للتدفق المستمر للتصنيع وهي طريقة انسياب متطلبات التقنية التي تجمع ما بين مبادئ التدفق المستمر والتصنيع حسب الطلب. يتم عمل حلقة وصل بين التخطيط للإنتاج والتحكم وبين إشارة السحب التي يتم تشغيلها وفقًا لطلب العميل أو الاستهلاك لمخزون السلع المكتملة الصنع. ويمكن لأي إشارة سحب الربط بين أي عملية من المنبع إلى المصب وتزامن التدفق لطلب العميل.

## وصلات خارجية
- WVU: Center for Entrepreneurial Studies and Development. Continuous-Flow Manufacturing